# Comanche (série de jeux vidéo)
Pour les articles homonymes, voir Comanche.
Comanche est une série de jeux vidéo produits par la société NovaLogic. C'est un simulateur de vol d'hélicoptère de guerre.
C'était la première simulation de vol commerciale basée sur la technologie voxel. Cette technique de rendu a permis la création de terrains beaucoup plus détaillés et réalistes par rapport à des simulations de la même époque basées sur des graphiques vectoriels.

## Comanche: Maximum Overkill
Comanche: Maximum Overkill est sorti en 1992 pour MS-DOS. Deux add-ons sont sortis pour ce jeu.
Comanche Mission Disk 1 (sorti en 1993), premier add-on, apporte 3 nouvelles campagnes de 10 missions chacune (plus dures que celles du jeu original), et de nouveaux types de terrain (arctique et desert), et de nouveaux ennemis (l'hélicoptère Mi-24 Hind, le BRDM-3 APC et le lanceur de missile Scud-B (en)).
Comanche Over the Edge (sorti en 1993), 2e add-on, ajoute 4 nouvelles campagnes de 10 missions chacune. Il a de nouveaux types de terrain, et de nouveaux ennemis : l'hélicoptère de défense 500MD, le "OSA-II missile boat" et le "Lebed air-cushioned landing craft". Le moteur graphique a été revu, et supporte désormais les reflets de l'eau et des effets de la météo comme la neige et la brume. Des nombreuses nouvelles options de contrôles rendent le jeu plus réaliste.

## Comanche 2
Comanche 2 est sorti en 1995 pour PC.

## Comanche 3
Comanche 3 est sorti le 30 avril 1997 aux États-Unis et 21 juillet 1998 en France pour PC (MS-DOS ou Windows 95). Il utilise le moteur VoxelSpace 2 pour dessiner le terrain.

## Comanche 4
Comanche 4 est sorti en mars 2002 pour PC (Windows).

## Comanche
Novalogic ayant fermé en octobre 2016, c'est désormais THQ Nordic qui a récupéré la licence. Le nouvel épisode a été montré à la Gamescom le 19 août dans le cadre de l'Opening Night Live. C'est le studio allemand Nukkear Digital Mind qui se charge du développement de cet épisode qui comportera une partie multijoueur. Ce nouveau Comanche est prévu pour 2020.